# Dungeons & Dragons: Shadow over Mystara
Dungeons & Dragons: Shadow over Mystara (ダンジョンズ&ドラゴンズ シャドーオーバーミスタラ?, Danjonzu & Doragonzu Shadō ōbā Misutara), pubblicato da Capcom nel 1994, è il secondo di due videogiochi arcade basati sui giochi di ruolo da tavolo Dungeons & Dragons, che hanno per ambientazione l'universo di Mystara. È un picchiaduro a scorrimento orizzontale con alcuni elementi RPG. Il gioco fu anche pubblicato su Sega Saturn, assieme al suo predecessore Dungeons & Dragons: Tower of Doom, sotto il titolo Dungeons & Dragons Collection. Nel 2013, entrambi i giochi furono ripubblicati per console moderne come Dungeons & Dragons: Chronicles of Mystara.

## Colonna sonora
I temi musicali si devono a Masato Kouda.